# Sinopoda yeoseodoensis
Sinopoda yeoseodoensis is een spinnensoort uit de familie jachtkrabspinnen (Sparassidae). De wetenschappelijke naam van de soort werd voor het eerst geldig gepubliceerd in 2015 door Kim en Ye.